# Nokia C7-00
Il Nokia C7-00 (noto anche semplicemente come Nokia C7) è uno smartphone prodotto dall'azienda finlandese Nokia. Le novità del C7-00 sono touchscreen capacitivo da 3,5-pollice (89 mm), 640x360 pixel. Lo smartphone è stato commercializzato nel 2010 ed è stato il primo smartphone Symbian^3 con la capacità NFC.

## Dimensioni
- Grandezza: 118,3×56,8×10,5 mm
- Peso (con batteria): 130 g

## Tasti e input
- Touch screen
- Tastiera su schermo alfanumerica e tastiera completa

## Personalizzazione
- Sei pagine iniziali modificabili (in Nokia Belle)
- Widgets
- Temi
- Profili personalizzabili

## Software e applicazioni

### Software platform and user interface
Il C7-00 utilizza il sistema operativo Nokia (Symbian) Belle. Nokia Belle supporta sei pagine iniziali, ciascuna con dei widgets che tutti gli utenti possono modificare. Nokia ha rilasciato l'aggiornamento Nokia Belle via Nokia Suite (v3.3.86 o superiore), con in precedenza Anna rilasciato con FOTA o Nokia Suite (per PC o Mac) o il Nokia Software updater il 18 agosto 2011. Nokia (Symbian) Belle v.111.030.0609 è stato realizzato il 7 febbraio 2012, per tutti i dispositivi Symbian^3. Diversi paesi non hanno distribuito l'aggiornamento Belle per il Nokia C7.

### Organizzazione informazioni personali
- Contatti dettagliati
- Calendario
- Lista to do
- Note
- Registratore
- Orologio

## Navigatore
- GPS integrato, con la funzionalità A-GPS
- Nokia Maps con navigatore per macchina e a piedi

## Fotografie

### Fotocamera
- Fotocamera principale da 8 megapixel (3264 x 2448 pixel)
- Aperture: f/2.8
- Lunghezza focale: 4.3 mm
- Fotocamera seconda per video chiamate (VGA, 640×480 pixels)

### Catture Immagine
- Editor Foto

### Altro
- Memoria Integrata: 8 GB
- MicroSD fino a 32 GB
- NFC abilitato

## Video

### Video Camera
- Fotocamera primaria
  - Cattura video in 720p 30 fps (Dopo l'aggiornamento a Nokia Belle) con i codici H.264, MPEG-4
  - Due micro Altoparlanti per registrazioni
- Seconda Videocamera per video chiamate

### Condivisione video e playback
- HD 720p, 30 fps in playback
- Web TV
- Video chiamate e condivisione video
- DivX e Xvid supporto

## Musica e audio

### Novità musicali
- Codici musicali: MP3, WMA, AAC, eAAC, eAAC+, AMR-NB, AMR-WB
- Radio FM